# William Hume-Rothery
Pour les articles homonymes, voir Hume et Rothery.
William Hume-Rothery (15 mai 1899 à Worcester Park – 27 septembre 1968 à Oxford) est un métallurgiste britannique. Il étudie la composition des alliages et composés intermétalliques et ses conclusions forment l'un des fondements de la métallographie scientifique moderne.

## Biographie
William Hume-Rothery naît en 1899 à Worcester Park, dans le comté de Surrey (banlieue londonienne). Il pense faire une carrière militaire et entre à l'académie, mais une maladie le laisse complètement sourd, et il s'oriente vers la recherche. Il étudie à l'université d'Oxford dont il reçoit sa maîtrise en chimie en 1926 tandis qu'il passe son doctorat en métallurgie la même année à l'école des mines de Londres (Royal School of Mines). Il passera ensuite presque toute sa vie professionnelle à l'université d'Oxford et devient conférencier en 1938. Pendant la Seconde Guerre mondiale, il supervise de nombreux contrats gouvernementaux touchant aux alliages d'aluminium et de magnésium. Vers 1957, grâce à des financements de diverses compagnies métallurgiques, il fonde le département de métallurgie de l'université d'Oxford dont il prend la direction dès sa création jusqu'en 1966.
Ses études portent principalement sur l'étude des alliages de fer, d'argent et de cuivre. Ses études prennent en compte les alliages interstitiels ou substitutionnels et les proportions de ces deux régimes. Il conclut que la microstructure des alliages est fonction des tailles des atomes, de leur valence et de la différence des propriétés électrochimiques.
William Hume-Rothery est également officier de l'Ordre de l'Empire britannique.
Son livre Electrons, atoms, metals, and alloys a été traduit en français sous le titre Électrons, atomes, métaux et alliages.